# Karang Anyar (Semidang Alas Maras)
Karang Anyar is een bestuurslaag in het regentschap Seluma van de provincie Bengkulu, Indonesië. Karang Anyar telt 686 inwoners (volkstelling 2010).